# Alberto Caracciolo
Alberto Pascual Caracciolo (23 de marzo de 1918 - 1994), fue un músico argentino de Tango, arreglista, director de orquesta, compositor y bandoneonista.
Nació en el barrio de Palermo, Buenos Aires, comenzó sus estudios musicales a los 8 años, y a los 16 ya tocaba el bandoneón en la orquesta de Antonio Arcieri.
Fue respetado y bien conocido por sus colegas pero no así por el público en general debido a que Caracciolo siempre eligió mantener un perfil bajo. Se lo escuchó mucho en la radio y apareció ocasionalmente en la televisión pero su música no fue conocida mundialmente.
Tocó el bandoneón en varias orquestas famosas, incluyendo la de Joaquín Do Reyes, Ángel D'Agostino, Manuel Buzón, Victor Braña y Jorge Caldara.
A pesar de que fue un innovador del tango quien siguió su propio estilo, tocó tango tradicional en el LP "De Ayer... y de Siempre", producido por Discomundo, disco para el cual creó el Quinteto Añoranzas, con una parte para flauta, un instrumento ampliamente valorado en las orquestas tradicionales (según Roberto Selles, periodista e historiador del tango).
También tocó jazz, aunque a menor escala. Realizó arreglos musicales para sellos internacionales, fue Asesor Musical de Odeón (Argentina), a fines de los 60's y principios de los 70's.
Caracciolo es autor de "Tema de Tango en Re Menor", "Preludio", "Etéreo", "Chiqui" (dedicado a su esposa), "Con Rumbo al Cielo" (dedicado a su padre), "Réquiem para un Gomía" (dedicado a Gardel), y muchos otros con letras de famosos poetas del Tango. En 2016, el poeta y escritor español Carlos Villarrubia-a instancias de Nélida Caracciolo, hija del compositor-puso letra al tema instrumental de Caracciolo, Con rumbo al cielo bajo el título Corazón de bandoneón-disponible en you tube y registrado en la Sociedad de Autores Argentina